# Iwakura-missionen
Iwakura-missionen eller Iwakura-ambassaden (jap.: 岩倉使節団, Iwakura Shisetsudan ) var en japansk diplomatisk rejse til USA og Europa, der blev udført mellem 1871 og 1873 af fremtrædende statsmænd og lærde fra Meiji-perioden. Det var ikke den eneste mission af sin slags, men det er den mest velkendte og muligvis mest betydningsfulde, hvis man iagttager dens indvirkning på moderniseringen af Japan, der kom efter en lang periode med isolation fra Vesten. Missionen, der først blev foreslået af den indflydelsesrige hollandske missionær og ingeniør Guido Verbeck, var til en vis grad baseret på modellen fra Peter I's store ambassade.
Målet med missionen var tredelt; at opnå anerkendelse af det nyligt genindsatte kejserdynasti under kejser Meiji; at påbegynde en indledende genforhandling af de ulige traktater med de dominerende verdensmagter; og at foretage en omfattende undersøgelse af de moderne industrielle, politiske, militære og uddannelsesmæssige systemer og strukturer i USA og Europa.
Iwakura-missionen fulgte i kølvandet på adskillige lignende tidligere missioner, der var udsendt af Shogunatet, såsom den japanske ambassade til USA i 1860, den første japanske ambassade til Europa i 1862 og den anden japanske ambassade til Europa i 1863.

## Deltagere
Missionen blev opkaldt efter og ledet af Iwakura Tomomi, der i rollen som ekstraordinær og befuldmægtiget ambassadør blev assisteret af fire viceambassadører, hvoraf tre (Ōkubo Toshimichi, Kido Takayoshi og Itō Hirobumi) også var ministre i den japanske regering. Historikeren Kume Kunitake, der fungerende som Iwakura Tomomis privatsekretær, var rejsens officielle dagbogsskriver. I 1878 blev ekspeditionens log udgivet i fem bind som Tokumei Zenken Taishi Bei-O Kairan Jikki (特命全権大使米欧回覧実記); den gav en detaljeret redegørelse for japanske iagttagelser vedrørende USA og det hastigt industrialiserende Vesteuropa.
Blandt missionens folk var også at finde en række administratorer og lærde, der udgjorde 48 personer i alt. Ud over missionspersonalet deltog omkring 53 studerende og ledsagere også på udrejsen fra Yokohama. Flere af de studerende blev efterladt for at færdiggøre deres uddannelse i udlandet, heriblandt fem unge kvinder, der blev i USA for at studere, heriblandt den dengang 6-årige Tsuda Umeko, der efter hjemkomsten til Japan grundlagde Joshi Eigaku Juku (nutidens Tsuda Universitet) i 1900, Nagai Shigeko, der senere blev baronesse Uryū Shigeko, samt Yamakawa Sutematsu, der senere blev prinsesse Ōyama Sutematsu.
- Kaneko Kentarō blev også efterladt i USA, hvor han studerede. I 1890 mødte han Theodore Roosevelt. De blev venner, og deres forhold medførte senere Roosevelts mægling i slutningen af den russisk-japanske krig og Portsmouth-traktaten.[3]
- Makino Nobuaki, et studerende medlem af missionen, bemærkede i sine erindringer følgende: "Afsendelsen af Iwakura-missionen til Amerika og Europa må sammen med afskaffelsen af han-systemet anføres som de vigtigste begivenheder, der lagde grundstenene til vores stat efter restaureringen."
- Nakae Chōmin, der var medlem af missionsstaben og justitsministeriet, blev i Frankrig for at studere det franske retssystem sammen med den radikale republikaner Emile Acollas. Han blev senere journalist, tænker og oversætter og introducerede franske tænkere som Jean-Jacques Rousseau til Japan.